# 네덜란드의 국기
네덜란드의 국기는 위로부터 빨강, 흰색, 파랑의 삼색기이다. 3색은 오라녜 가문의 문장에서 사용되는 빛깔에서 택한 것이다. 빨강은 용기를, 흰색은 신앙을, 파랑은 충성을 상징한다.

## 색상
네덜란드의 국기 색상은 다음과 같다.
| 색상 | 빨강                         | 하양                  | 파랑                         |
| ---- | ---------------------------- | --------------------- | ---------------------------- |
| RGB  | 174–28–40 (#AE1C28) 팬톤1805 | 255–255–255 (#FFFFFF) | 33–70–139 (#21468B) 팬톤7686 |
| CMYK | 0%–84%–77%–32%               | 0%–0%–0%–0%           | 76%–50%–0%–46%               |

## 역사
16세기 후반, 오라녜 공 빌럼 1세가 에스파냐에 대하여 독립을 선언하던 때에 'Prinsenvlag'라는 이름으로 처음 사용되었다. 당시에는 빨강이 아닌 주황색이었으나, 1630년부터 주황색이 빨강으로 바뀐 것이다. 이 깃발은 1937년 2월 19일, 빌헬미나 여왕에 의하여 공식적으로 제정되었다.
1795년부터 1813년까지, 1940년부터 1945년까지(제2차 세계 대전)를 제외하고는 꾸준히 애용되어 왔다.

## 다른 깃발
네덜란드의 상선기(Civil Jack)와 해군기(Naval Jack)는 1937년에 제정되었다. 비율은 2:3이다. 또한 왕실기는 1908년에 제정되었으며, 비율은 1:1이다.

상선기
해군기
왕실기

## 과거의 기

부르고뉴령 네덜란드 (1384년-1482년)
합스부르크 네덜란드 (1482년-1581년)
초기의 네덜란드의 국기인 프린센플라흐('왕자기')
네덜란드 공화국의 국기 (1581년-1795년)
바타비아 공화국의 국기 (1795년-1801년(~1806년))

## 네덜란드의 행정 구역의 기
| 기 | 설명                  |
| -- | --------------------- |
|    | 드렌터주의 기         |
|    | 플레볼란트주의 기     |
|    | 프리슬란트주의 기     |
|    | 헬데를란트주의 기     |
|    | 흐로닝언주의 기       |
|    | 림뷔르흐주의 기       |
|    | 노르트브라반트주의 기 |
|    | 노르트홀란트주의 기   |
|    | 오버레이설주의 기     |
|    | 자위트홀란트주의 기   |
|    | 위트레흐트주의 기     |
|    | 제일란트주의 기       |